# ساختمان محمدحسین آرامیان
ساختمان محمد حسین آرامیان مربوط به دوره صفوی است و در دهدشت، روبروی امامزاده بی بی عصمت واقع شده و این اثر در تاریخ ۹ اردیبهشت ۱۳۸۲ با شمارهٔ ثبت ۸۴۱۷ به‌عنوان یکی از آثار ملی ایران به ثبت رسیده است.